# 細川隆雄
細川 隆雄（ほそかわ たかお、1950年12月17日 - ）は、日本の農学者、愛媛大学名誉教授。専門はソ連の農林水産業。

## 略歴
大阪市住吉区生まれ。1974年京都大学農学部農林経済学科卒、1980年同大学院博士課程満期退学、1985年「ソ連における東部開発と林業配置に関する研究」で農学博士。1980年甲子園大学講師、助教授、1990年愛媛大学農学部教授。2016年定年退任、名誉教授となる。

## 著書
- 『シベリア開発とバム鉄道』（アモスブックス）地球社 1983
- 『ソ連農業の現実』晃洋書房 1985
- 『ソ連林業論序説』晃洋書房 1987
- 『ソ連水産論序説』晃洋書房 1989
- 『ソ連農業経営史』（シリーズ社会主義経営学）晃洋書房 1991
- 『ソ連の森林資源』晃洋書房 1993
- 『ソ連の崩壊と新国家の誕生』創成社 1995

### 共編著
- 『比較企業経営分析 ロシアと中国』中津孝司共著、閻和平原著 創成社 1996
- 『アジアの経済発展と流通機構』奥田孝晴共編著 晃洋書房 1997
- 『食糧・資源・環境問題へのアプローチ』編著 創成社 1999
- 『食料・資源・環境問題を考える』編著 晃洋書房 2005
- 『鯨塚からみえてくる日本人の心 豊後水道海域の鯨の記憶をたどって』宮脇和人共著 農林統計出版 2008
- 『食べることは人生充実の「自己実現」だ 食文化を守り風土に根ざした食べ物を食べよう』岸本喜樹朗共編著、小林路義、宮脇和人、西浦慎介、都子大雅、大塚秀一著 農林統計出版 2010
- 『鯨塚からみえてくる日本人の心 2 鯨の記憶をたどって西海域へ』編著 農林統計出版 2012
- 『鯨塚からみえてくる日本人の心 3 鯨の記憶をたどって丹後・北陸へ』編著 農林統計出版 2014
- 『ほっそん先生鯨に恋をする』1-3、編著 農林統計出版 2014-16
- 『鯨塚からみえてくる日本人の心 4 鯨の記憶をたどって南海域へ』監修 農林統計出版 2015
- 『岐路に立つ中国とロシア』中津孝司編著、閻和平、孫飛舟、富山栄子、道上真有,関永健共著 創成社 2016
- 『鯨塚からみえてくる日本人の心 5 鯨の記憶をたどって東北・北海道へ』編著 農林統計出版 2016

## 論文
- CiNii>細川隆雄